# 格林鎮區 (印地安納州格蘭特縣)
格林鎮區（英語：Green Township）是位於美國印地安納州格蘭特縣的一個行政鎮區。

## 地方資料
根據2010年美國人口普查的數據，格林鎮區的面積為71.80平方千米，當中陸地面積為71.80平方千米，而水域面積為0.00平方千米。當地共有人口500人，而人口密度為每平方千米6.96人。